# VOR
VOR (ang. VHF omnidirectional range) – rodzaj radiolatarni stosowanej w lotnictwie, wykorzystującej pasmo radiowe 108–117,950 MHz.

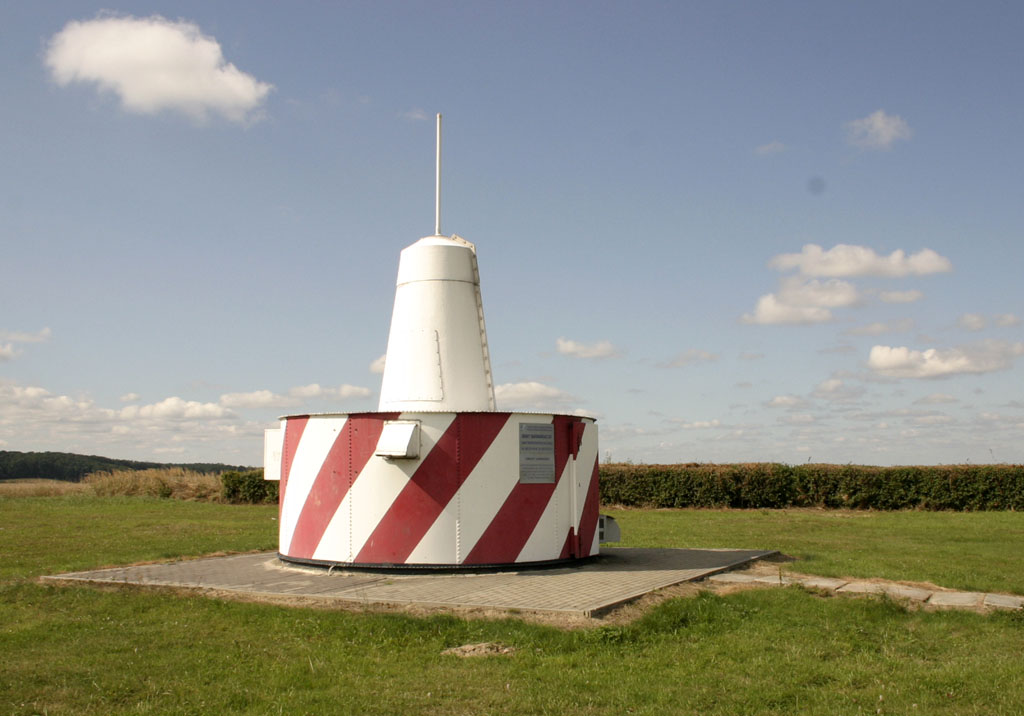
VOR TRZ (Trzebnica)

## Działanie
W sygnale tej radiolatarni przenoszona jest informacja azymutalna. Daje to możliwość prezentacji w urządzeniach pokładowych takich informacji jak:
- namiar magnetyczny statku powietrznego od radiolatarni
- osiągnięcie żądanego namiaru do lub od radiolatarni
- minięcie radiolatarni
- identyfikator radiolatarni (3 znaki zakodowane alfabetem Morse'a).

Radiolatarnia VOR może współpracować z urządzeniem pomiaru odległości DME tworząc system VOR/DME.
Zasada działania VOR jest zbliżona do działania latarni morskiej. Radiolatarnia nadaje wiązkę sygnału radiowego, która obraca się wokół radiolatarni 30 razy na sekundę. Równocześnie nadawana jest faza stała we wszystkich kierunkach zmodulowana tonem 30 Hz. W momencie kiedy wiązka fazy zmiennej przechodzi przez północ magnetyczną, następuje maksymalny poziom modulacji fazy stałej. Wyznaczenie azymutu polega na zmierzeniu czasu, jaki mija pomiędzy najwyższym poziomem fazy stałej a odebraniem sygnału fazy zmiennej.

Radiolatarnie VOR są zwykle wyposażone w złożone systemy kontroli sygnału i podtrzymywania pracy (akumulatory, klimatyzatory).
Częstotliwości pracy: 108–117,9 MHz (w zakresie 108–112 co 200 kHz, pozostałe kanały wykorzystywane są przez system ILS)

Moc: 100–200 W (50 W dla tzw. T-VOR - radiolatarni o obniżonej mocy ze względu na duże zagęszczenie urządzeń np. w okolicach lotnisk)

Dokładność: ±2,5°

Dokładność prowadzenia po linii drogi: ±5,2°.

Radiolatarnie VOR są najpopularniejszym systemem kątowym w nawigacji lotniczej, nie są jednak pozbawione wad. Podstawową wadą tego systemu jest duża podatność na zakłócenia sygnału ze względu na przeszkody terenowe. Odpowiedzią na to jest radiolatarnia DVOR (VOR Dopplerowski) o zmodyfikowanej zasadzie pracy.

## Lista radiolatarni (D)VOR w Polsce
| ID  | Typ      | Nazwa                 | Częstotliwość (MHz) | Współrzędne                               |
| --- | -------- | --------------------- | ------------------- | ----------------------------------------- |
| BYZ | DVOR/DME | Bydgoszcz             | 112,700             | 53°05′54″N 17°58′18″E/53,098333 17,971667 |
| CMP | DVOR/DME | Czempiń               | 114,500             | 52°08′00″N 16°43′09″E/52,133333 16,719167 |
| DAR | DVOR/DME | Darłowo               | 114,200             | 54°24′37″N 16°23′17″E/54,410278 16,388056 |
| GZD | DVOR/DME | Gdańsk                | 116,100             | 54°23′16″N 18°25′31″E/54,387778 18,425278 |
| GRU | DVOR/DME | Grudziądz             | 114,600             | 53°31′16″N 18°46′53″E/53,521111 18,781389 |
| KAX | DVOR/DME | Katowice/Pyrzowice    | 114,800             | 50°28′40″N 19°05′06″E/50,477778 19,085000 |
| KAK | DVOR/DME | Kraków Balice         | 112,800             | 50°04′36″N 19°47′17″E/50,076667 19,788056 |
| RSW | DVOR/DME | Łukawiec              | 110,600             | 50°06′31″N 22°08′03″E/50,108611 22,134167 |
| MRA | DVOR/DME | Mrągowo               | 117,300             | 53°47′06″N 21°07′58″E/53,785000 21,132778 |
| LAW | DVOR/DME | Poznań/Ławica         | 115,800             | 52°25′21″N 16°49′49″E/52,422500 16,830278 |
| RAD | DVOR/DME | Radom                 | 113,850             | 51°23′22″N 21°12′13″E/51,389444 21,203611 |
| SIE | DVOR/DME | Siedlce               | 114,700             | 52°09′19″N 22°12′03″E/52,155278 22,200833 |
| RUD | DVOR/DME | Skupowo               | 115,100             | 52°49′50″N 23°42′26″E/52,830556 23,707222 |
| SUW | DVOR/DME | Suwałki               | 117,700             | 54°04′11″N 22°54′01″E/54,069722 22,900278 |
| SCE | DVOR/DME | Szczecin              | 114,750             | 53°35′43″N 14°52′53″E/53,595278 14,881389 |
| SYN | DVOR/DME | Szymany               | 111,050             | 53°36′26″N 21°00′33″E/53,607222 21,009167 |
| SWI | DVOR/DME | Świdnik               | 112,200             | 51°14′10″N 22°41′08″E/51,236111 22,685556 |
| OKC | DVOR/DME | Warszawa/Okęcie       | 113,450             | 52°10′11″N 20°57′36″E/52,169722 20,960000 |
| MOL | DVOR/DME | Warszawa/Modlin       | 116,600             | 52°27′09″N 20°40′40″E/52,452500 20,677778 |
| LOZ | DVOR/DME | Wiączyń Dolny         | 112,400             | 51°46′34″N 19°37′29″E/51,776111 19,624722 |
| WCL | DVOR/DME | Wrocław/Strachowice   | 111,650             | 51°05′34″N 16°55′08″E/51,092778 16,918889 |
| WAR | DVOR/DME | Zaborówek             | 114,900             | 52°15′33″N 20°39′26″E/52,259167 20,657222 |
| ZLG | DVOR/DME | Zielona Góra/Babimost | 110,650             | 52°08′27″N 15°48′02″E/52,140833 15,800556 |

Aktualizacja 03 cze 2020, 13:50 - zgodnie z AIP Polska (ENR 4.1.) - stosować z uwagami w AIP Polska.